# Лев (Кревза-Жевуський)
Лев Кре́вза-Жеву́ський гербу Кривда (іноді Лев Кре́вза, Кре́вза-Реву́цький, Ржеву́ський, хресне ім'я Лавре́нтій (пол. Wawrzyniec), пол. Leon Wawrzyniec Kreuza-Rzewuski herbu Krzywda, біл. Леў Крэўза Жавускі; перед 1569, с. Бейди, Підляшшя — 1639, Смоленськ) — релігійний діяч, василіянин, богослов, полеміст, архимандрит Віленський, архієпископ Смоленської Руської Унійної Церкви.

## Життєпис

Герб Кривда графів Жевуських

Походив з дрібної шляхти гербу Кривда на Підляшші, ймовірно з с. Бейди (нині ґміна Ольшанка, Лосицького повіту Мазовецького воєводства) — родинного гнізда Жевуських.

### Навчання і діяльність
Навчався в Папській Грецькій Колегії св. Атанасія в Римі, де здобув ступінь доктора богослов'я (відомо про його перебування в колегії у 1611—1613 роках). Після студій вступив до Василіянського Чину і прийняв монаше ім'я Лев. Викладав у місцевій монастирській семінарії (до 1617 року — за архимандрита Йосафата Кунцевича). В 1617 році без відома митрополита Йосифа Велямина Рутського монахи Віленського монастиря обрали його своїм архимандритом. Рутський, щоправда, підтвердив обрання і всяко сприяв реформаторським починанням Жевуського, який як настоятель зайнявся відновою монашого життя і впорядкуванням монастиря (зробив ремонт монастирських будівель).
В 1617 році проводив богословські диспути з віленськими православними і цього року видав у друкарні Мамоничів свою полемічну книгу «Оборона церковної єдності». В 1622—1623 роках з'явилася відповідь на неї — величезного обсягу твір монаха Києво-Печерського монастиря Захарії Копистенського «Палінодія».

### Архієпископ Смоленський
Близько 1625 року, після прилучення до Речі Посполитої Смоленської, Сіверської і Чернігівської земель внаслідок Деулінського перемир'я, отримав номінацію на катедру Смоленської єпархії, яку бл. 1621 року привів до унії православний архієпископ Сергій. Єпископську хіротонію отримав з рук митрополита Йосифа Велямина Рутського 29 червня 1625 року.
Працював над поширенням і утвердженням унії на підлеглій йому території. Старався в Апостольського престолу про потвердження свого титулу і про заснування Смоленської католицької архієпархії східного обряду. Організовував зустрічі з православним духовенством, а в 1629 році брав участь в Львівському синоді (планувався як православно-унійний, однак прибули лише представники Руської Унійної Церкви). У Смоленську спершу він мусив протистояти православному єпископові Ісаї Копинському, але з обранням останнього 1631 року на київську митрополичу катедру, протистояння припинилося. Привілеєм короля Владислава IV унійному архієпископові Смоленська в 1633 році було передано катедральний собор Успіння Пресвятої Богородиці та 260 церков і монастирів.
Помер архієпископ Лев Кревза-Жевуський 1639 року в Смоленську.

## Твори
- Obrona iednosci cerkiewney, abo Dowody ktorymi się pokazuie, iż Grecka Cerkiew z Láćinską ma być ziednocżoná, podane do druku za rozkazaniem Przewielebnego w Bogu Oyca Jozefa Wielamina Rutskiego, Archiepiskopa y Metropolity Kiiowskiego, Halickiego y wszystkiey Rusi, w Wilnie przez Oyca Leona Kreusą Archimandrytę Wileńskiego, R. 1617 w Wilnie w drukarni Leona Mamonicza. 4, 116 str.;
- Plures lucubratiunculae de B. V. Maria;
- Cathechismus fidei catholicae.

### «Оборона церковної єдності» (Obrona jedności cerkiewney…, Wilno 1617)

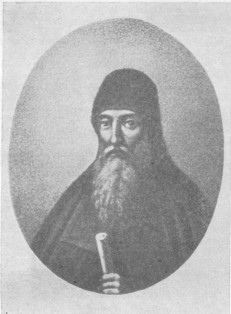
Захарія Копистенський — ідейний суперник Льва Кревзи-Жевуського

У невеликій передмові автор пов'язує появу книги з планованим, але не здійсненим діалогом католиків і православних, де мали розглядатися мотиви визнання першості Папи Римського. Вихід із міжконфесійного поділу пропонується через студіювання давніх джерел, що доводять споконвічний зв'язок Київської Церкви з Римом.
Кревза-Жевуський поділяє виклад на чотири частини: 1. Про зверхність святого апостола Петра. 2. Про наступників на ту владу по святому Петрі. 3. Про те, як Русь хрестилася. 4. Про вчинок недавно минулого віддання послуху папі Климентові VIII старшими нашими.
Головна концепція книги полягає у визнанні церковного поділу наслідком свавільних дій греків, Церква яких залежала від світської влади Візантійської імперії й діяла з суто політичних мотивів. Русь, прийнявши хрещення до поділу Церков 1054 року, коли Православна Церква все ще перебувала в єдності з римським престолом, від початку перебувала поза розколом. Лише згодом в силу історичних обставин Київська митрополія прилучилася до бунтівних греків. Але після Берестейської унії 1596 року давня єдність відновлена.
Характерні риси книги Лева Кревзи-Жевуського: ґрунтовність, доказовість положень, логічна послідовність викладу, стрункість композиції. Він уникає образливих для опонента характеристик, публіцистичних фраз, натомість широко звертається до літературних джерел, які мають засвідчити першість апостола Петра, його наступників у Римі й споконвічне визнання Руссю авторитету Апостольського престолу.